# Chapelle Saint-Raphaël de la Bastide
La chapelle Saint-Raphaël de la Bastide est une chapelle partiellement préromane située à Bédarieux dans le département français de l'Hérault et la région Occitanie.

## Localisation
La chapelle, qui est propriété de la commune, se situe au sud-ouest de Bédarieux, dans un bosquet au milieu des champs le long de la route départementale D908, à 200 m à l'est de l'endroit où le chemin de fer franchit l'Orb.

## Historique
Le chevet de la chapelle remonte probablement à l'époque préromane, bien que la première mention de la chapelle ne remonte qu'à 1182.
La chapelle a été édifiée comme chapelle paroissiale du domaine de la Bastide, une ferme fortifiée qui dépendait de l'abbaye de Villemagne, abbaye bénédictine établie à Villemagne-l'Argentière,. La nef a sans doute été refaite au XIXe siècle.
Son emplacement s'explique par la présence d'une source miraculeuse qui était un lieu de pèlerinage. Jusqu'en 1950, chaque année à la Saint Jean, les pèlerins venaient y tremper leur mouchoir pour l'appliquer sur leurs yeux malades; on y plongeait aussi les enfants pour les fortifier.
La chapelle fait l'objet d'un classement au titre des monuments historiques depuis le 9 mars 1989.

## Architecture
La chapelle est un édifice à nef unique rectangulaire, prolongée à l'est par un chevet plat.
Le chevet, couvert de lauzes, est édifié en moellons assemblés en petit appareil régulier et possède des chaînages d'angle composés de blocs de pierre de taille de grande dimension. Il est percé de fines baies surmontées chacune d'un arc monolithe, et de nombreux trous de boulin (trous destinés à ancrer les échafaudages).
La nef, couverte d'un enduit blanc, est percée, au niveau de sa façade principale, d'une porte à arc surbaissé surmontée d'un oculus.

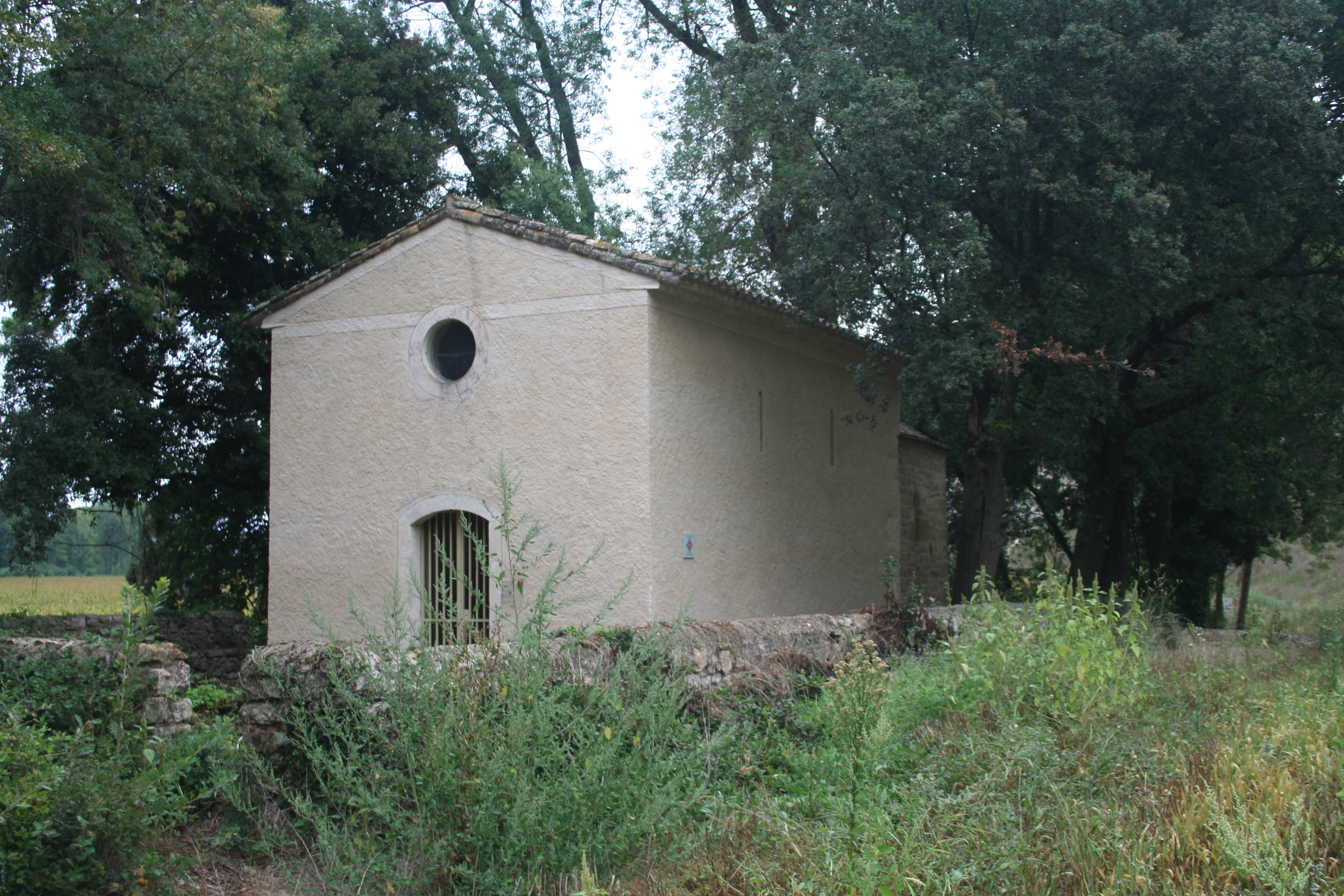
La nef.